# Hamzabey, Lüleburgaz
Hamzabey là một xã thuộc huyện Lüleburgaz, tỉnh Kırklareli, Thổ Nhĩ Kỳ. Dân số thời điểm năm 2011 là 339 người.